# Gerald William Balfour
Gerald William Balfour, 2. hrabě Balfour (Gerald William Balfour, 2nd Earl Balfour, 2nd Viscount Traprain) (9. dubna 1853 – 14. ledna 1945) byl britský politik, mladší bratr premiéra Arthura Balfoura a synovec trojnásobného premiéra markýze ze Salisbury. O politiku neměl příliš velký zájem, ale díky rodinným vazbám byl dlouholetým poslancem Dolní sněmovny za Konzervativní stranu, ve vládě svého staršího bratra zastával funkci ministra obchodu (1900–1905). Po starším bratrovi zdědil titul hraběte a stal se členem Sněmovny lordů (1930).

## Životopis
Pocházel ze starobylého skotského rodu, byl mladším synem poslance Jamese Balfoura (1820–1859), po matce Blanche Cecil (1825–1872), byl synovcem trojnásobného premiéra 3. markýze ze Salisbury. Vystudoval v Etonu a Cambridge, v letech 1885–1906 byl poslancem Dolní sněmovny za Konzervativní stranu (v parlamentu zastupoval město Leeds). V letech 1885-1886 byl tajemníkem staršího bratra Arthura v úřadu prezidenta pro místní samosprávu. Ve vládách svého strýce a bratra byl postupně státním sekretářem pro Irsko (Chief Secretary for Ireland, 1895–1900) a ministrem obchodu (President of the Board of Trade, 1900-1905), v roce 1905 ještě krátce prezidentem úřadu pro místní samosprávu (President of the Local Government Board). V návaznosti na vládní funkce byl jmenován členem irské Tajné rady (1895) a britské Tajné rady (1900). Po odchodu z Dolní sněmovny se již v politice neangažoval, v roce 1920 získal čestný doktorát v Cambridge. V roce 1930 po starším bratrovi zdědil titul hraběte a vstoupil do Sněmovny lordů.
Jeho manželkou byla Elizabeth Bulwer-Lytton (1867–1942), dcera indického místokrále 1. hraběte z Lyttonu. Měli spolu šest dětí, z nichž byl jediný syn a dědic titulu Robert Arthur Balfour, 3. hrabě Balfour (1902–1968). Současným představitelem rodu je Roderick Balfour, 5. hrabě Balfour (*1948).
Jako své sídlo si nechal postavit novogotický zámek Fisher's Hill House (Surrey) podle projektu významného architekta Edwina Lutyense, který byl jeho švagrem. V soukromí se zabýval parapsychologií.